# Hundsmüthing
Hundsmüthing ist ein Gemeindeteil der Stadt Dorfen im oberbayerischen Landkreis Erding.

## Lage
Die Weiler Hundsmüthing liegt 7,5 Kilometer nordöstlich von Dorfen und 3,5 Kilometer nordwestlich von Buchbach.

## Bevölkerungsentwicklung
Es gab 1871 in Hundsmüthing 17 Einwohner. In der Nachkriegszeit des Zweiten Weltkriegs verdoppelte sich die Bevölkerungszahl auf 32 Einwohner. Im Mai 1987 lebten dort wieder 17 Einwohner in vier Wohngebäuden.
| Jahr      | 1871 | 1925 | 1950 | 1970 | 1987 |
| Einwohner | 17   | 26   | 32   | 17   | 17   |